# 郭源治
郭 源治（クォ・ユェンツ、かく げんじ、1956年10月5日 - ）は、台湾（中華民国）の台東県台東市出身の元プロ野球選手（投手）。右投右打。台湾原住民族のアミ族で、1989年9月に日本へ帰化。2024年現在の本名は佳久 源治（読み同じ）。

## 経歴

### アマチュア時代
アミ族の父・クムン（郭文志）と母・ブタル（林愛妹）の7人兄弟の3男として生まれる。勇敢になってほしいという願いからアミ語で猪を意味するブァフィーと名付けられた。農業を営む生家は貧しく、竹で編まれた約6坪の小屋に親子9人で暮らしていた。弟妹の子守や畑仕事の手伝いのかたわら、草を巻いて作ったボールで野球を始めた。1969年、豊年小学校6年生の時に台東県大会で優勝し、リトルリーグの台湾代表チーム・金龍隊のメンバーに選ばれた。郭は3番打者を任され、中堅手兼2番手投手として活躍し、東京の極東大会を制して臨んだアメリカ合衆国ペンシルベニア州ウィリアムズポートで行われたリトルリーグ・ベースボール・ワールドシリーズでも優勝した。
帰路も日本に寄って後楽園球場でNPBの試合を観戦し、試合前の約束通りに王貞治が本塁打を打って感銘を受けたという。金龍隊のチームメートは宋美齢の申し出により全員が私立の華興中学校に学費免除で入学し、台北市内の寮に入った。試験に落第したら退学という事もあって勉強を熱心に行ない、系列の華興高校に進んでいる。同校ではエースとして後輩の李宗源、劉秋農とともに投手陣を形成し、チームは無敵とまで評されている。学費の問題などから大学進学は諦めていたが、報道を通じてそれを知った宋美齢の助けを受け、宋が理事長を務める輔仁大学へ入学した。
大学では幼児の体力づくりなどを研究し、卒業後は兵役により台湾の陸軍（中華民国陸軍）に入隊した。兵役中は特殊部隊にも配属され、軍用機からの夜間降下訓練も行なっている。兵役中の1981年1月に社会人野球の選手を主体にした日本代表との対戦で完封勝利を収め、日本からオファーが届くようになる。最初にオファーをしたのはロッテオリオンズで、李宗源とともに入団することが決まりかけたが、郭曰く「一番、熱心に誘ってくれたから、そこがいいかな」と思ったという中日ドラゴンズと3月に仮契約を結び入団が決まった。契約金と年俸はそれぞれ1,250万円と最低保証額の240万円（いずれも推定）で、3,000万円以上の契約金を提示してきたNPBの球団もあったが、最初に高く評価してきた中日を信頼して入団を決めた。

### 日本プロ野球時代
兵役終了後の7月に来日し、初登板となった8月30日の対大洋戦では151km/hの速球を投げるなど、途中で脹脛が痙攣しながらも先発で勝利を挙げている。同年はこの1勝のみに終わったものの、投球には自信を持てたという。一方で言葉が通じないためストレスがたまり、特に台湾よりはるかに複雑なサインプレーの説明を聞き取れずそのたびに罰金を取られ、マウンドでも打者に集中できずノイローゼになりかけた。日本の食事も口に合わず（中華料理は日本人好みの味付けになっていて食欲を刺激しなかった）、当初は生野菜と揚げ物、焼肉ぐらいしか食べられなかった。郭によると、時には合宿所の厨房を借り受けて自ら炒飯を作ったりもしたという。その後数年間かけて、日本食を全て克服した。
1982年は開幕から先発ローテーションに入り6月までに5勝を挙げるなど津田恒美と新人王を争う活躍を見せ、初のオールスターゲームにも出場した。同年は都裕次郎に次ぐ先発の柱として9勝を挙げ、チームのリーグ優勝に貢献した。9月15日の対巨人戦では、初回ランナー1,2塁の場面で篠塚和典の犠打を悪送球。左翼手大島康徳の拙守もあり、打者篠塚が生還するという珍プレーに繋がった（記録は犠打と3失策）。
日本シリーズではリリーフとして第1戦で初登板を果たしたが、大田卓司にソロ本塁打を打たれている。同年初夏に後の夫人と知り合い、精神的に支えられたという。
1984年からは左打者対策にシンカーを投げるようになり、同年はシーズン終盤まで遠藤一彦や鈴木孝政と最多勝利のタイトルを争い、13勝を挙げている。
1985年は先発、抑えとしてリーグ最多の230回1/3を投げた点が評価され、1,000万円増の年俸4,000万円（推定）で契約を更改している。1986年は開幕投手を任され、4年連続の2ケタ勝利となる11勝を挙げた。契約更改では300万円増の年俸4,300万円（推定）となった。
1987年、抑え投手の牛島和彦が落合博満との世紀のトレードで前年オフにロッテへ移籍したというチーム事情があり、新監督の星野仙一は郭をストッパーに指名した。評論家からは精神面での不安を指摘されたが、先発投手が完投したり大差でリードしているケースを除いて勝ちゲームの締めくくりを必ず任せる星野の信頼に応え、最優秀救援投手を獲得する活躍を見せた。また、防御率1.56、被打率.190と投球内容も安定していた。オフには1,800万円増の年俸6,000万円（推定）で契約を更改している。なお、同年獲得したファイアマン賞の賞金100万円は中継ぎの宮下昌己にプレゼントした。
1988年1月16日に結婚式を挙げた。しかし、同年のシーズン開幕後は4月11日の対ヤクルト戦でテリー・ハーパーに決勝本塁打を打たれるなど、微妙なコントロールのズレに苦しんで5月までに4敗を喫する。しかし投げ込みなどを重ねて不振を脱し、6月には1勝8セーブ、防御率0.00の活躍で初の月間MVPを獲得している。一方、7月21日に弟が交通事故にあい、オールスターゲーム第2、3戦の出場を辞退して見舞ったが同28日に亡くなっている。後半戦の開幕戦となった翌日、完投ペースの小松辰雄を替えてあえて登板させた星野から「源治、空を見てみろ、弟が見ているぞ」と声をかけられて奮起し、涙を流しながら後続をパーフェクトに抑え、翌日以降もリリーフエースとしてチームを支えた。リーグ優勝のかかった10月7日の対ヤクルト戦では最後に秦真司から三振を奪い、胴上げ投手となった。同年は7勝37セーブの44セーブポイントを挙げ、石本貴昭と山本和行の従来のシーズン記録・40SPを更新した。
西武ライオンズとの日本シリーズでは第2戦で同点の7回表から登板し、走者を出さずに3イニングを抑えて勝利投手となった。第5戦では直前に登板した小松が不調で予定を早めて7回から登板したが、9回に石毛宏典に同点ソロ本塁打を打たれ、延長11回に決勝点を奪われて敗戦投手となっている。このシリーズでは優秀選手に選ばれた。オフには240票中227票の1位票を集めてセ・リーグMVPに選出された。契約更改では年俸9,300万円+タイトル料1,000万円（推定）となっている。
1989年はキャンプ中に上半身と下半身のバランスが崩れ、シーズンに入ると左太ももを痛めて、4月28日の対巨人戦ではマウンドで投球練習をした直後に打者に投げず降板するという珍しい事態になっている。6月に復帰後、7月7日から8月11日にかけ、当時のセ・リーグ記録となる12試合連続セーブポイントを達成した。前年12月に法務局に申請していた日本への帰化が9月5日に認められ、「郭」と発音の同じ「佳久」に改姓した（登録名は郭源治のまま）。契約更改では初のダウンとなる300万円減の年俸9,000万円（推定）となっている。
1990年は左腹斜筋挫傷のため4月11日に一軍登録を抹消された。さらに二軍で調整中に左太腿を痛め、一軍復帰は6月8日になっている。与田剛がストッパーとして活躍した事もあり、復帰後は先発に再転向する。
1991年は開幕から本格的に先発に転向予定だったが前年ストッパーだった与田が離脱した関係で5月までリリーフを務めていたが、新人の森田幸一がストッパーになり先発に復帰。6月に2完封を含む5勝0敗、防御率1.58の成績で2度目の月間MVPを受賞した。その後も先発を続け、13勝を挙げ、2,400万円増の年俸1億円（推定）で契約を更改している。
1992年は6年ぶりに開幕投手を務めたが、開幕戦で脹脛に痙攣を起こして4回で途中降板した。その後も右前腕部を2度痛め、7月初めには左太もも痛など3度の登録抹消があり、初勝利を挙げたのは7月29日となった。同年は4勝に終わり、1,500万円減の年俸8,500万円（推定）で契約を更改している。
1993年、前年不振に終わり進退をかけ挑んだこのシーズン、初登板となる開幕4戦目の対読売ジャイアンツ1回戦では見事完封勝利を挙げ、4月27日の対阪神戦では8回まで無安打で、9回無死で久慈照嘉に安打を打たれてノーヒットノーランを逃すも、7連続を含む13奪三振で1安打完封勝利を挙げた。このまま勢いに乗るかと思われたが、5月以降好不調の波が激しいのと勝運に見放され1勝6敗と負けが大幅に先行。シーズン後半から抑え不在のチーム事情もあり再び抑えに転向し17セーブを挙げ優勝争いに貢献した。オフの更改では3,000万円増の年俸1億2,000万円（推定）となっている。
1994年は5月から先発ローテーションに加わり、5月21日の対阪神戦でスッポ抜けた投球がロブ・ディアーの側頭部に当たり、同年制定された危険球のルール適用第1号となり退場している。9月21日の対阪神戦でNPB史上5人目となる100勝100セーブを達成した。10.8決戦では救援での起用が予想されていたが、登板はなかった。最優秀防御率のタイトルも獲得し契約交渉は越年となったが、阪神・淡路大震災に衝撃を受けて1995年1月17日に球団の提示していた年俸1億3,000万円（推定）でサインし、被災者に500万円を寄付している。
1995年は先発でもリリーフでも不振の成績に終わり、5,200万円減の年俸7,800万円（推定、出来高付き）で契約を更改した。
1996年、監督に再び星野仙一が復帰したが、チーム最年長の郭には一軍の居場所は無く初の一軍未勝利に終わる。良い状態のピッチングをできるうちに台湾でプレーして台湾球界に貢献したいと考え、同年をもって中日を退団した。現役16年間の活躍をたたえ、セ・リーグから会長特別賞が送られている。11月22日に中華職業棒球聯盟の統一ライオンズと入団契約を結び、年俸は日本時代の3分の1以下となっている。1997年3月18日のナゴヤドームのこけら落しでもあるオープン戦（オリックス・ブルーウェーブ戦）が引退試合に選ばれ、先発してイチローを中飛に打ち取った。

### 台湾プロ野球時代
1997年は八百長事件で時報イーグルスが解散し、リーグの現状に心を痛めたという。同年は5勝に終わっている。
1998年に和信ホエールズに移籍すると、先発11試合連続勝利の中華職業棒球聯盟記録を達成するなどシーズン14勝を挙げた。また控え捕手だった王光浩の才能を評価し、王は5番を任されシーズンで打率.300の成績を残している。また、かつて中日で監督だった山内一弘が和信で打撃コーチを務めていた。同年オフに一度は引退会見を開いたが、チームの要請を受け、王や高建三の成長を見守るために翌年も現役を続行することになった。
1999年は42歳でチーム最年長だったが、地元紙からは「制球力ナンバーワンの老将」と高い評価を受けていた。5月には一時戦列を離れたが最優秀防御率のタイトルを争う等活躍し、9勝を挙げた。また、9月に行われたシドニーオリンピックのアジア最終予選に台湾代表として参加し、決勝リーグの対韓国戦では先発して5回を2失点に抑えたが、延長戦の末に敗れた。シーズン終了後、監督としてチームに残ることを要請されたが、家族と一緒に暮らすために断り、日本に戻った。なお、921大地震が起きた際には4日後の9月25日にナゴヤドームの公式戦で大豊泰昭とともに被害者への支援を呼びかけている。

### 現役引退後
少年野球の指導や野球解説者を務めながら将来の事を考え、2001年11月18日に名古屋市中区でレストラン「郭源治 台南担仔麺」を開店した。
2001年からはマスターズリーグの名古屋エイティデイザーズに参加している。また、中日に在籍していたチェンの相談相手なども務めた。
2011年からは台湾の優秀な中学・高校生への指導をボランティアで行っている。
2013年3月15日をもって台南担仔麺を閉店し、同年4月より中華職業棒球大聯盟の初代首席顧問に就任したが、翌2014年8月29日に辞任している。
2018年の東北楽天ゴールデンイーグルス春季キャンプにおいて研修コーチを務める。
2019年、台湾の野球殿堂である台湾棒球名人堂に選出された。

## 選手としての特徴
最速151km/hの速球、スライダー・シンカー・フォークボールなど多彩な変化球を投げた。闘志を前面に出す気迫溢れる投球スタイルが持ち味で、マウンドで見せたガッツポーズは「郭ダンス」と称された。
抑えを務めていた時は、自責点だけでなく失点も少ないという特長があった。郭の筋肉は柔らかく回復力に優れ、ストッパーとして理想的な肉体だったといわれている。ストッパー時代は7回からの複数イニングを投げる事もしばしばで、44SPを挙げた1988年の投球回数は救援だけで111回にも達し、これは1998年にこの記録を更新した時の佐々木主浩の56回のほぼ2倍にあたる。
アスリートの中でも傑出したスタミナがあり、アマチュア時代は完投した翌日でも野手として試合に出場していた。打撃や守備の能力も高く、中日の監督だった山内一弘や近藤貞雄は内野手としての起用を真剣に考えたという。また、1988年5月13日の対巨人戦で槙原寛己からサヨナラ2ラン本塁打を放っている。

## 人物
大学時代に自分の知識不足を感じ、遠征の新幹線では文学書や歴史、国際情勢などに関する本をいつも読んでいた。通訳のない状態で、片時も参考書を離さず懸命に勉強して2年で日本語をマスターし、日本の小説や新聞も読んでいたという。1988年の台湾遠征の際にはオフのイベント参加を嫌う落合博満も「郭のためなら」と遠征参加を快諾するなど、チームメートから深く信頼されていた。
貧しい環境の中で育ち、中日と契約後に来日し名古屋空港を訪れた際も、所持金は数千円で荷物も風呂敷包みひとつであった。契約金の1250万円は半額を両親に譲り、台北に家族の為のマンションを購入すると瞬く間に無くなったという。後に西武ライオンズに入団した郭泰源の契約金が推定1億円（8000万円であったとも伝えられている）である事を聞きつけ、自分の評価の低さに愕然としたものの、「自分が台湾アマ球界からの先駆者である」「頑張れば給料を上げてもらえる」と割り切り、真摯な態度で練習を続け、遂には1億円プレイヤーへと上り詰めた。
日本への帰化については台湾への愛着などから非常に悩み、台湾では反対する意見も多かったという。しかし、日本で暮らしていく子供の幸せを第一に考え、さらに自分が外国人枠を外れることがチームの強化につながるため、星野仙一を日本一にしたいとの思いから帰化を決意した。相談した父や宋美齢、友人らは決断を温かく尊重してくれたという。
1988年シーズンオフの11月15日に中華民国棒球協会の招待で中日が台湾に遠征を行った際、郭の半生を描いた映画『郭源治物語』が同地で公開されている。2日間で2試合を台湾代表と行ない、郭は第1試合は中日側、第2試合では台湾側で出場した。記者会見には地元のマスコミ100人以上が集まり、外交部による歓迎パーティーも開かれるなど高い関心を持たれた。
中日退団後の1997年に母国リーグの統一ライオンズに入団した際、「意識する事はない。台湾は産んでくれたお母さんであり、日本は育ててくれたお父さん。どちらも必要だし、どちらかを選ぶ事は出来ない。もしあなたは何人？と聞かれたら『野球人』と答えます」と、当時のインタビューに答えている。
背番号33は台湾代表の永久欠番（ただし、後に許銘傑や羅嘉仁が代表でこの番号を使用している）。

### 家族
夫人は元フライトアテンダントで、1984年にはミス日本に選ばれている。
2男2女がおり、長男と次男は双子。長男の佳久耀も元野球選手で2013年に統一セブンイレブン・ライオンズに練習生として入団したが正式契約には至らず、2015年に社会人野球・矢場とんに入部。現在は退団している。次男の佳久創は明治大学ラグビー部出身で、大学時代には日本選抜に選ばれた。その後トヨタ自動車ヴェルブリッツに所属したが、2015年に退団。その後はアクロスエンタテインメントに所属し、俳優として活動している。2019年9月6日放送の『爆報! THE フライデー』（TBS）においては、次男の創とテレビ初共演を果たした。
台湾移籍後、娘が誘拐未遂にあい、白暁燕の誘拐・殺人事件の直後だったことから家族を日本に帰して単身赴任を続けた。
1988年に交通事故で亡くなった弟とは将来台湾料理の店を開く約束をしており、弟は料理人として修行を始めていた。引退後、弟との約束通り名古屋市で台湾料理店を営んでいたが、上述の通り2013年に閉店した。

## 詳細情報

### 年度別投手成績
| 年 度     | 球 団     | 登 板 | 先 発 | 完 投 | 完 封 | 無 四 球 | 勝 利 | 敗 戦 | セ 丨 ブ | ホ 丨 ル ド | 勝 率 | 打 者 | 投 球 回 | 被 安 打 | 被 本 塁 打 | 与 四 球 | 敬 遠 | 与 死 球 | 奪 三 振 | 暴 投 | ボ 丨 ク | 失 点 | 自 責 点 | 防 御 率 | W H I P |
| --------- | --------- | ----- | ----- | ----- | ----- | -------- | ----- | ----- | -------- | ----------- | ----- | ----- | -------- | -------- | ----------- | -------- | ----- | -------- | -------- | ----- | -------- | ----- | -------- | -------- | ------- |
| 1981      | 中日      | 6     | 5     | 0     | 0     | 0        | 1     | 2     | 0        | --          | .333  | 96    | 21.1     | 23       | 2           | 15       | 0     | 1        | 17       | 1     | 0        | 17    | 15       | 6.43     | 1.78    |
| 1982      | 中日      | 34    | 26    | 6     | 1     | 0        | 9     | 7     | 0        | --          | .563  | 743   | 176.0    | 160      | 17          | 69       | 8     | 7        | 132      | 4     | 1        | 81    | 68       | 3.48     | 1.30    |
| 1983      | 中日      | 32    | 29    | 8     | 3     | 1        | 10    | 10    | 0        | --          | .500  | 900   | 213.1    | 214      | 25          | 64       | 1     | 4        | 159      | 4     | 0        | 100   | 89       | 3.75     | 1.30    |
| 1984      | 中日      | 34    | 32    | 11    | 2     | 2        | 13    | 11    | 0        | --          | .542  | 912   | 216.0    | 202      | 27          | 76       | 1     | 2        | 177      | 2     | 0        | 90    | 78       | 3.25     | 1.29    |
| 1985      | 中日      | 34    | 29    | 15    | 1     | 2        | 11    | 11    | 3        | --          | .500  | 954   | 230.1    | 224      | 38          | 57       | 3     | 5        | 157      | 1     | 1        | 102   | 89       | 3.48     | 1.22    |
| 1986      | 中日      | 30    | 27    | 9     | 2     | 0        | 11    | 10    | 0        | --          | .524  | 738   | 177.1    | 164      | 27          | 53       | 5     | 2        | 127      | 2     | 1        | 76    | 72       | 3.65     | 1.22    |
| 1987      | 中日      | 59    | 0     | 0     | 0     | 0        | 4     | 3     | 26       | --          | .571  | 376   | 98.0     | 64       | 5           | 27       | 8     | 1        | 70       | 2     | 0        | 19    | 17       | 1.56     | 0.93    |
| 1988      | 中日      | 61    | 0     | 0     | 0     | 0        | 7     | 6     | 37       | --          | .538  | 428   | 111.0    | 73       | 9           | 31       | 3     | 3        | 94       | 5     | 0        | 27    | 24       | 1.95     | 0.94    |
| 1989      | 中日      | 42    | 1     | 1     | 0     | 0        | 5     | 3     | 25       | --          | .625  | 287   | 74.0     | 57       | 5           | 18       | 2     | 1        | 69       | 2     | 0        | 19    | 19       | 2.31     | 1.01    |
| 1990      | 中日      | 22    | 7     | 0     | 0     | 0        | 2     | 6     | 0        | --          | .250  | 296   | 67.1     | 74       | 11          | 30       | 1     | 3        | 57       | 3     | 1        | 42    | 39       | 5.21     | 1.54    |
| 1991      | 中日      | 33    | 18    | 9     | 4     | 1        | 13    | 9     | 2        | --          | .591  | 663   | 163.0    | 131      | 11          | 48       | 2     | 6        | 95       | 0     | 0        | 52    | 49       | 2.71     | 1.10    |
| 1992      | 中日      | 18    | 14    | 2     | 0     | 0        | 4     | 3     | 0        | --          | .571  | 379   | 90.0     | 93       | 6           | 25       | 1     | 1        | 54       | 3     | 0        | 37    | 30       | 3.00     | 1.31    |
| 1993      | 中日      | 39    | 13    | 4     | 2     | 0        | 3     | 9     | 17       | --          | .250  | 453   | 107.2    | 107      | 11          | 34       | 4     | 4        | 78       | 0     | 0        | 44    | 41       | 3.43     | 1.31    |
| 1994      | 中日      | 21    | 19    | 7     | 2     | 0        | 8     | 7     | 2        | --          | .533  | 551   | 139.1    | 125      | 9           | 32       | 4     | 4        | 85       | 2     | 0        | 43    | 38       | 2.45     | 1.13    |
| 1995      | 中日      | 26    | 10    | 0     | 0     | 0        | 5     | 8     | 4        | --          | .385  | 348   | 80.2     | 85       | 16          | 24       | 5     | 5        | 40       | 3     | 0        | 44    | 36       | 4.02     | 1.35    |
| 1996      | 中日      | 5     | 0     | 0     | 0     | 0        | 0     | 1     | 0        | --          | .000  | 29    | 5.2      | 6        | 0           | 5        | 1     | 0        | 4        | 1     | 1        | 2     | 2        | 3.18     | 1.94    |
| 1997      | 統一      | 13    | 12    | 1     | 0     | 0        | 5     | 3     | 0        | --          | .625  | 265   | 64.1     | 65       | 7           | 13       | 0     | 3        | 61       | 3     | 0        | 32    | 25       | 3.50     | 1.21    |
| 1998      | 和信      | 24    | 20    | 3     | 0     | 0        | 14    | 3     | 0        | --          | .824  | 584   | 140.2    | 133      | 4           | 37       | 1     | 8        | 87       | 1     | 0        | 51    | 39       | 2.50     | 1.21    |
| 1999      | 和信      | 15    | 15    | 0     | 0     | 0        | 9     | 5     | 0        | --          | .643  | 357   | 88.1     | 73       | 6           | 14       | 0     | 5        | 56       | 3     | 0        | 30    | 23       | 2.34     | 0.98    |
| NPB：16年 | NPB：16年 | 496   | 230   | 72    | 17    | 6        | 106   | 106   | 116      | --          | .500  | 8153  | 1971.0   | 1802     | 219         | 608      | 49    | 49       | 1415     | 35    | 5        | 795   | 706      | 3.22     | 1.22    |
| CPBL：3年 | CPBL：3年 | 52    | 47    | 4     | 0     | 0        | 28    | 11    | 0        | --          | .718  | 1206  | 293.1    | 271      | 17          | 64       | 1     | 16       | 204      | 7     | 0        | 113   | 87       | 2.67     | 1.14    |

- 各年度の太字はリーグ最高

### タイトル
NPB
- 最優秀防御率：1回 （1994年）
- 最優秀救援投手：2回 （1987年、1988年）

### 表彰
NPB
- 最優秀選手：1回 （1988年）
- 月間MVP：2回 （1988年6月 投手部門：1991年6月）
- ファイアマン賞：2回 （1987年、1988年）
- 日本シリーズ優秀選手賞：1回 （1988年）
- 報知プロスポーツ大賞：1回 （1988年）

CPBL
- 月間MVP：1回 （1998年7月）

### 記録
NPB初記録
- 初登板・初先発登板・初勝利・初先発勝利：1981年8月30日、対横浜大洋ホエールズ22回戦（横浜スタジアム）、6回2失点
- 初奪三振：同上、2回裏に斉藤巧から
- 初完投勝利・初完封勝利：1982年5月3日、対横浜大洋ホエールズ4回戦（ナゴヤ球場）
- 初セーブ：1985年7月31日、対阪神タイガース15回戦（阪神甲子園球場）、7回裏に2番手で救援登板・完了、3回無失点

NPB節目の記録
- 1000奪三振：1989年10月13日、対横浜大洋ホエールズ25回戦（ナゴヤ球場）、7回表に遠藤一彦から ※史上81人目
- 100セーブ：1993年8月11日、対阪神タイガース15回戦（ナゴヤ球場）、8回表1死に6番手で救援登板・完了、1回2/3無失点 ※史上7人目
- 100勝：1994年9月21日、対阪神タイガース25回戦（ナゴヤ球場）、9回完封勝利 ※史上112人目

NPBその他の記録
- 100勝100セーブ ※史上5人目（過去の達成者は江夏豊・山本和行・斉藤明雄・大野豊、後に佐々岡真司も達成）
- オールスターゲーム出場：4回 （1982年、1984年、1988年、1991年）

### 背番号
- 30 （1981年 - 1985年）
- 33 （1986年 - 1999年）

## 関連情報

### 著書
- 『熱球：日本で愛され続けた台湾野球の風雲児が綴った「惜別の書」』（1997年、訳・富坂聡、ザ・マサダ、ISBN 491597748X）